# Vāj Kalāyeh
Vāj Kalāyeh (persiska: Vāchkalāyeh, واچکلایه, واج کلایه) är en ort i Iran.   Den ligger i provinsen Mazandaran, i den norra delen av landet, 150 km nordväst om huvudstaden Teheran. Vāj Kalāyeh ligger 452 meter över havet och antalet invånare är 146.
Terrängen runt Vāj Kalāyeh är varierad. Runt Vāj Kalāyeh är det ganska tätbefolkat, med 116 invånare per kvadratkilometer. Närmaste större samhälle är Ramsar, 4,9 km öster om Vāj Kalāyeh. I omgivningarna runt Vāj Kalāyeh växer i huvudsak blandskog.